# Las Trampas
Las Trampas o Trampas es un pequeño pueblo no incorporado en el condado de Taos en el estado estadounidense de Nuevo México. Ubicado en la escénica carretera alta de Taos está a medio camino entre Santa Fe al sur y Taos al norte. 
Fundado en el año 1751 por doce familias españolas de Santa Fe, es conocido por la iglesia de San José de Gracia, construida entre 1760 y 1776, la cual es considerada como modelo entre la arquitectura de adobe en todo Nuevo México. La iglesia fue utilizada en alguna ocasión por Los Hermanos Penitentes, una orden católica fundada durante la colonización española de América. 
Las Trampas se convirtió en un distrito histórico nacional en el año 1967, según los registros del Servicio de Parques Nacional, y la iglesia de San José de Gracia también fue designada un hito histórico nacional en el año 1970.
Trampas posee una oficina postal con el códio postal 87576.

## Galería

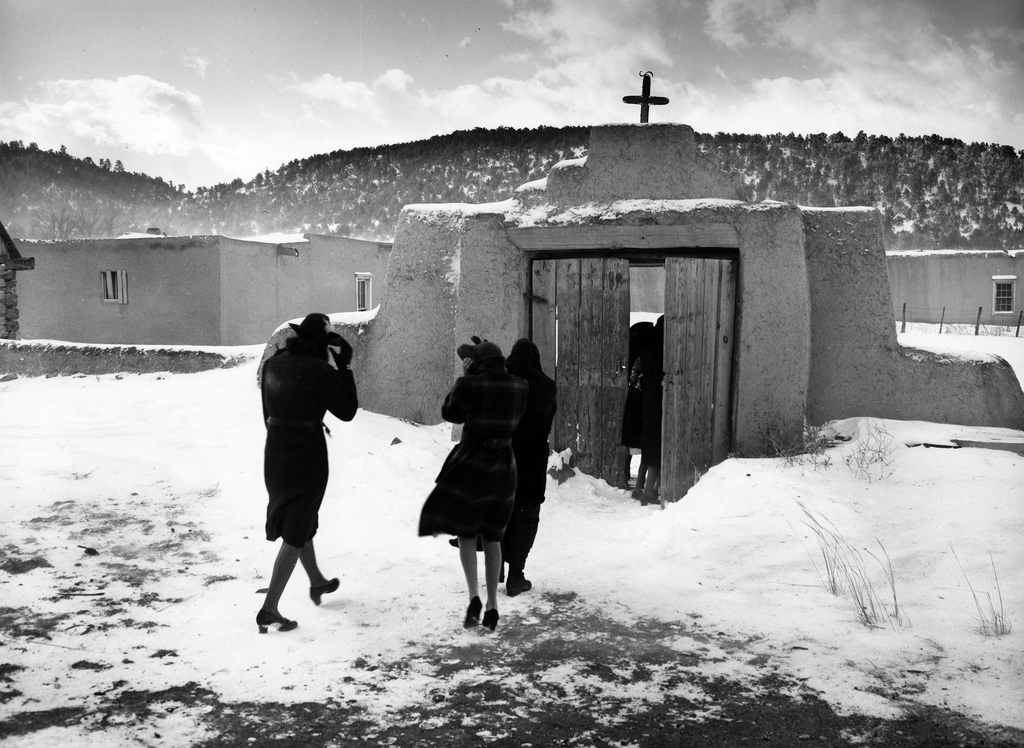
Devotos saliendo de una misa en la iglesia de San José de Gracia en el año 1943.
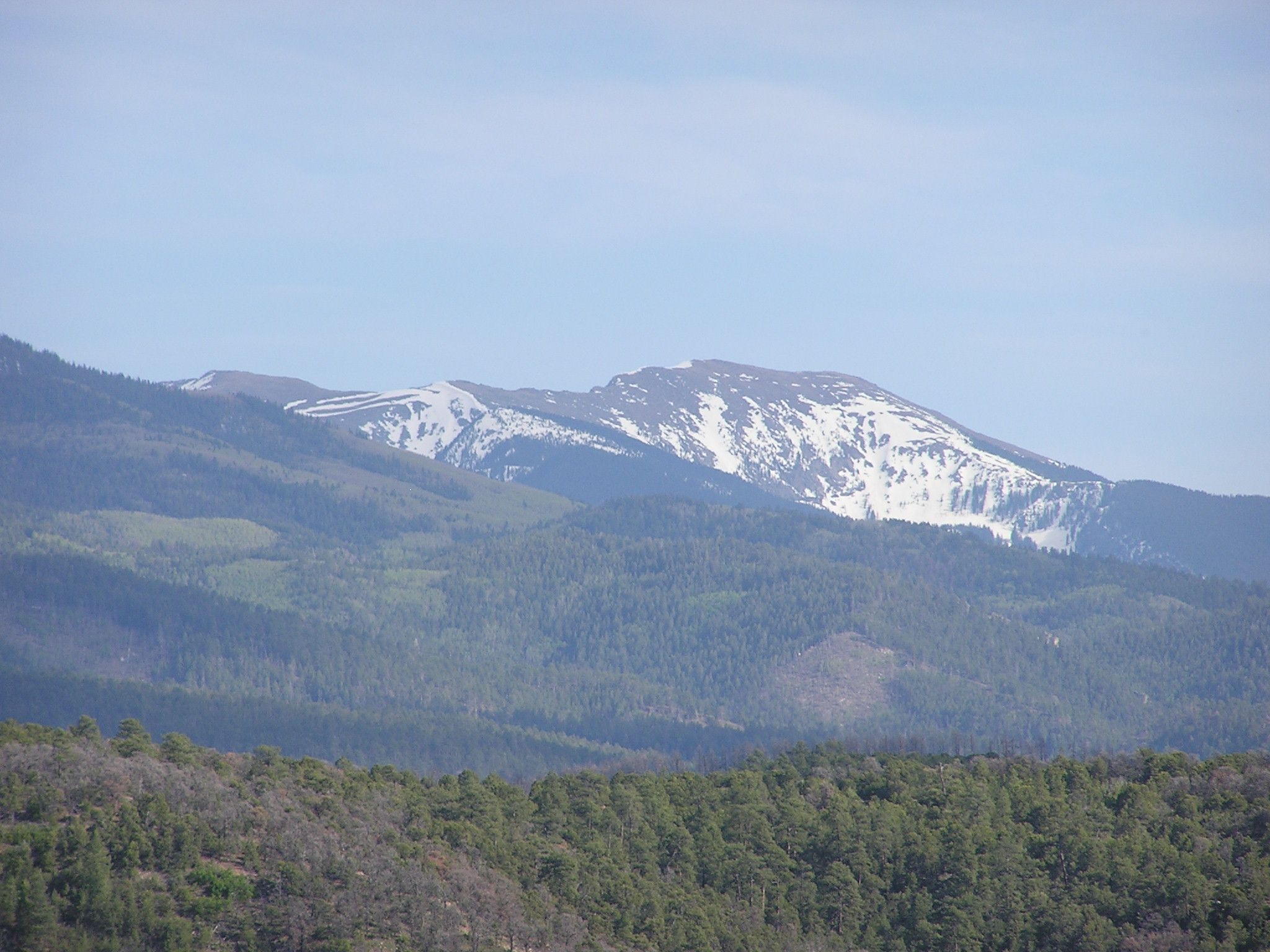
Pico de Santa Fe, visto desde Trampas en mayo del 2005.